# Herrarnas dubbelsculler i rodd vid olympiska sommarspelen 1988
Herrarnas dubbelsculler i rodd vid olympiska sommarspelen 1988 avgjordes mellan den 19 och 24 september 1988.

## Medaljörer
| Gren          | Guld                                 | Silver                                    | Brons                                       |
| Dubbelsculler | Nico Rienks och Ronald Florijn (NED) | Beat Schwerzmann och Ueli Bodenmann (SUI) | Oleksandr Martjenko och Vasil Jakusja (URS) |

## Resultat

### Final
| Placering | Roddare                               | Land          | Tid     |
| --------- | ------------------------------------- | ------------- | ------- |
| 1         | Nico Rienks och Ronald Florijn        | Nederländerna | 6:21,13 |
| 2         | Beat Schwerzmann och Ueli Bodenmann   | Schweiz       | 6:22,59 |
| 3         | Oleksandr Martjenko och Vasil Jakusja | Sovjetunionen | 6:22,87 |
| 4         | Christian Händle och Ralf Thienel     | Västtyskland  | 6:24,97 |
| 5         | Uwe Mund och Uwe Heppner              | Östtyskland   | 6:26,20 |
| 6         | Per Rasmussen och Bjarne Eltang       | Danmark       | 6:26,98 |